# Shane Filan
Shane Steven Filan (Silgo, Írország, 1979. július 5. –) az ír Westlife együttes egyik volt énekese.

## Karrier
A Westlife előtt Kiannel, Markkal, Derrick Laceyvel, Graham Keighronnal és Michael „Miggles” Garrett-tel bandát alapítottak, melynek az IOYOU nevet adták. Részben ő írta az IOYOU egyik számát, a Together Girl Forever című dalt.
Hat hónapon keresztül Shane édesanyja próbálta telefonon elérni Louis Walsht, a Boyzone együttes menedzserét. Végül sikerült beszélnie vele, és mesélt neki a fia bandájáról. Miután Walsh találkozott velük, bemutatta őket Simon Cowellnek, aki lemezszerződést ajánlott nekik. Azonban a csapat három tagja kiejtésre került, viszont a másik három tag csatlakozhatott egy új fiúcsapathoz, és megkíséreltek még két tagot szerezni. A választás Nicky Byrne-re és Brian McFaddenre esett, ekkor alakult meg a Westlife.
Shane és Mark a Westlife fő énekesei. A legtöbb Westlife dalban felhangzik Shane hangja (nagyon kevés olyan daluk van, melyben ne hallhatnánk), sőt azt is mondhatjuk, hogy a legtöbb dal az ő hangjával kezdődik. A Westlife-fal Shane megnyert 28 platinalemezt, és több mint 40 000 000 albumot adott el világszerte.
Néhány dalt Shane maga írt a többi bandatag segítségével, ilyen számok például:
- Fragile Heart
- Bop Bop Baby
- I Wanna Grow Old With You
- Don’t Say It’s Too Late
- Love Crime
- How Does It Feel
- Crying Girl
- Reason for Living
- Miss You When I’m Dreaming

Van néhány dal, melyet más előadóknak írt, például:
- Listen Girl (John Ostberg)
- Let Me Be the One (Simon Casey)
- Sei parte ormai di me (Il Divo)

2012-ben a Westlife feloszlott, Shane valószínűleg szólóban folytatja tovább énekesi pályafutását.

## Magánélet
Ötéves együttjárás után 2002 decemberében eljegyezte Gillian Walsht (aki egyébként énekestársának, Kian Egannek az unokatestvére), majd 2003. december 28-án házasodtak meg. Az esküvő a Ballintubber Abbeyben volt, amit egy fogadás követett, ezt pedig az Ashford Castle-ben tartottak meg. 2005. július 23-án a sligói kórházban (Sligo General Hospital) megszületett első közös gyermekük Nicole Rose Filan. Második gyermekük Patrick Michael, 2008. szeptember 15-én, szintén a sligói kórházban látta meg a napvilágot. Harmadik gyermekük 2010-ben született. Gillian, férje 30. születésnapján, 2009. július 5-én jelentette be az örömhírt. A baba, aki a Shane Peter nevet kapta, 2010. január 7-én, pénteken érkezett.
Shane szabadidejében szívesen golfozik, bár jobban szereti a lovakat. Ő és családja több, mint 70 lovat birtokol, és már több lóversenyen is részt vett. Az összes lovának a nevében szerepel a Carlton szó. Emellett nagy Manchester United-rajongó, és büszkén viselte Nicky Byrne-nel a Manchester United-sálat, mikor vendégek voltak az Old Traffordban, a Manchester United és a Bolton Wanderers közötti játékon.